# Hemipeplus quadricollis
Hemipeplus quadricollis es una especie de coleóptero de la familia Mycteridae.

## Distribución geográfica
Habita en Brasil y Perú.